# Байдуков Олександр Васильович
Олекса́ндр Васи́льович Байдуко́в (* 10 червня 1923, Троїцьке, нині Мелітопольський район — † 28 листопада 2005, Луцьк) — український живописець, майстер пейзажу, 1971 — член НСХУ, 1989 — заслужений художник УРСР, 1993 — голова Волинської ОО НСХУ, 1998 — лауреат Волинської мистецької премії ім. Йова Конзелевича.

## Життєпис
Народився в селянській сім'ї. 1939 поступив до Дніпропетровського художнього училища, навчання перервала війна.
В часі Другої світової війни — картограф при штабі полку, розвідник у танковому підрозділі, 9 травня 1945 зустрів у Берліні.
Повоєнну працю розпочав на Волині — художником Ківерцівського лісокомбінату, після створення 1952 року Волинських художньо-виробничих майстерень, живе і працює в Луцьку.
Серед його творів цього часу: «Осінній ліс» — 1951, «Вечірні промені» — 1959, «Весна на Снові» — 1960, творчі серії «Озера Волині», «Дерева-велетні».
1968 року взяв участь у Всеукраїнській художній виставці. Цими роками створив пейзажі «Льодохід», «Рання весна», «Тануть сніги», «Поезія лісу», «Лісова пісня», « Весняна симфонія», «Дуби під Оликою», «Волинський ліс», «Лелеки».
В подорожах країною намалював «Дуб поетів», «Мелодії весни», «На галявині», «Озеро Дружби», «Золоте Полісся», «Сонячний День», «Село Седнів», «Яблуні цвітуть», «Олицькі дуби», «Липи над Лугою», «Весна», «Біля ставка», «Земля», «Кріпость над Бугом», «Зима на Білому озері», «Казка Білого Озера», «Дідова пасіка».
Під враженням від перебування в Лесиному краю створив цикл «Лесин край» — «Будиночок Лесі Українки в Колодяжному», «Озеро Нечимне», «Урочище Скулин», «Урочище Нечимне», «Камінь Лесі Українки».
Створив серію робіт «Запорізька Січ» — «Могила кошового отамана Івана Сірка», «На острові Хортиця», «Чортомлинська Січь», «Чорна скеля», «Козацькі могили» — «Журавлиха», «Могила під Лебедином», «Поле битви під Берестечком», «Курган Нечая», «Пам'ятки архітектури України» — «Борисоглібський собор в Чернігові», «Собор у Володимирі», «Кирилівська церква в м. Києві», полотна-натюрморти «Георгіни» — 1968, «Волинський натюрморт», «Лісові щедроти» — 1969, «Натюрморт з гладіолусами» — 1972, «Півонії» — 1976, «Дари осені» — 1977, «Натюрморт з грибами» — 1980, «Натюрморт з книгою» — 1981, «Лісові квіти» — 1986, «Льон» — 1987,
акварелі — увійшли до циклів «Краса рідного краю», «Пам'ятки архітектури, заповідні куточки», «По місцях боїв з фашистами».
Загалом створив більш як 1000 картин.
Брав участь у 30 місцевих, республіканських та закордонних виставках, провів 22 персональні виставки.

## Вшанування пам'яті
28 червня 2023 року у Луцьку вулицю Риллєва перейменовано на вулицю Олександра Байдукова.